# 头孢达肟
头孢达肟（其国际非专利药品名称为“Cefdaloxime”）是一种第三代头孢菌素。